# 10880 Kaguya
10880 Kaguya è un asteroide della fascia principale. Scoperto nel 1996, presenta un'orbita caratterizzata da un semiasse maggiore pari a 2,9365654 UA e da un'eccentricità di 0,0369284, inclinata di 1,18562° rispetto all'eclittica.